# Język kurmandżi
Język kurmandżi, kurdi, północnokurdyjski – język z grupy irańskiej.
Liczbę osób posługujących się językiem kurmandżi ocenia się na ok. 14,6 mln, z czego 8 miliony zamieszkują wschodnie regiony Turcji. Pozostali użytkownicy kurmandżi to mieszkańcy Syrii, Iranu, Iraku, Libanu, Armenii, Gruzji, Azerbejdżanu i Turkmenistanu.
W klasyfikacji Ethnologue tworzy tzw. makrojęzyk kurdyjski, wraz z sorani (środkowokurdyjskim) i południowokurdyjskim. Bywa podkładany pod pojęcie języka kurdyjskiego. Niemniej między północno- a środkowokurdyjskim istnieją silne różnice w zakresie morfologii, które utrudniają wzajemne zrozumienie.
Ethnologue wyróżnia następujące dialekty kurmandżi: boti (botani), marashi, ashiti, bayezidi, hekari, shemdinani, shikakî, silivî, mihemedî.
W 1932 r. powstał system pisma na bazie alfabetu łacińskiego. Alfabetem łacińskim posługuje się ludność w Turcji i Syrii. Do zapisywania języka kurmandżi wykorzystywane bywa też pismo arabskie (Iran, Irak, Syria, Liban), cyrylica (Rosja, Armenia) lub pismo ormiańskie (Armenia).

## System pisma
Odmiana kurmandżi jest zapisywana przede wszystkim alfabetem łacińskim w wersji tureckiej (nieco zmodyfikowanej):
| Litera | Wymowa | Opis                    |
| ------ | ------ | ----------------------- |
| a      | [a]    | jak polskie „a”         |
| b      | [b]    | jak polskie „b”         |
| c      | [dʒ]   | jak polskie „dż”        |
| ç      | [tʃ]   | jak polskie „cz”        |
| d      | [d]    | jak polskie „d”         |
| e      | [ɛ]    | krótkie otwarte „e”     |
| ê      | [e]    | długie zamknięte „e”    |
| f      | [f]    | jak polskie „f”         |
| g      | [g]    | jak polskie „g”         |
| h      | [h]    | przydechowe „h”         |
| i      | [ə]    | krótkie zredukowane „e” |
| î      | [i]    | długie „i”              |
| j      | [ʒ]    | jak polskie „ż”         |
| k      | [k]    | jak polskie „k”         |
| l      | [l]    | jak polskie „l”         |
| m      | [m]    | jak polskie „m”         |
| n      | [n]    | jak polskie „n”         |
| o      | [ɔ]    | jak polskie „o”         |
| p      | [p]    | jak polskie „p”         |
| q      | [q]    | gardłowe „k”            |
| r      | [r]    | jak polskie „r”         |
| s      | [s]    | jak polskie „s”         |
| ş      | [ʃ]    | jak polskie „sz”        |
| t      | [t]    | jak polskie „t”         |
| u      | [ʊ]    | niezaokrąglone „u”      |
| û      | [u]    | długie „u”              |
| w      | [w]    | jak polskie „ł”         |
| x      | [χ]    | jak polskie „ch”        |
| y      | [j]    | jak polskie „j”         |
| z      | [z]    | jak polskie „z”         |